# Länsväg 264
Länsväg 264, kallad Arningeleden eller Arningevägen, är en länsväg i Stockholms län. Den går från trafikplats Arninge på E18 och slutar i en rondell på länsväg 268 i Vallentuna.